# Médecine traditionnelle togolaise
 (mai 2024).

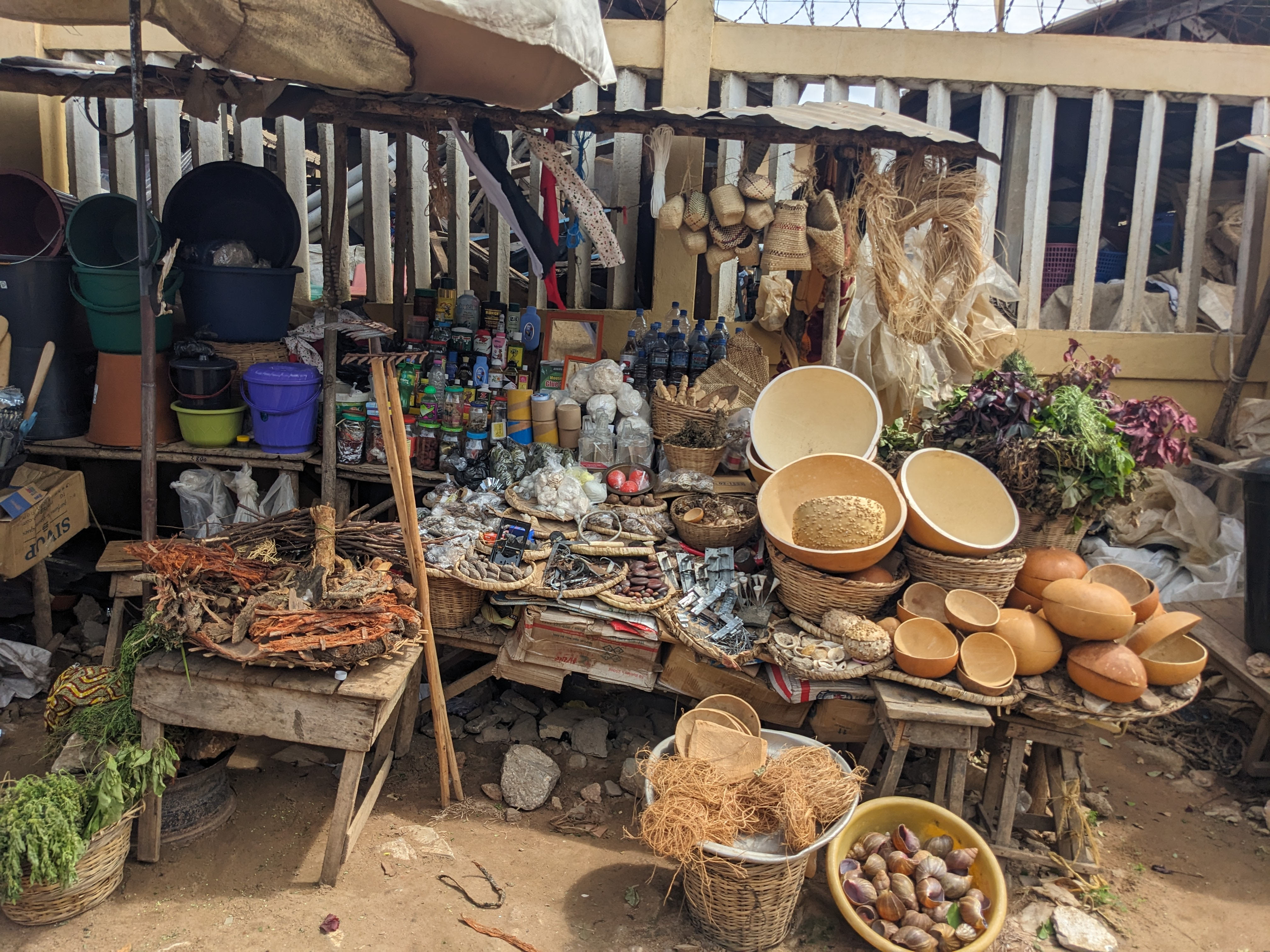
Articles de la médecine traditionnelle au marché de Gbonssimé au Togo.

La médecine traditionnelle togolaise (ou MTT) est un mode de traitement et de guérision des pathologies et autres maux à partir de l'utilisation des plantes et ou d'autres éléments naturels ou non du champ de la médecine traditionnelle, de la pharmacopée traditionnelle et de la culture orale. Au Togo, comme partout dans les pays de l'Afrique subsaharienne, la majorité de la population, surtout la plupart de ceux habitant les zones rurales, fait souvent recours à cette forme de médecine transmise de génération en génération. 

## Formes de pratiques
Les pratiques de la médecine traditionnelle au Togo sont diverses et reflètent une approche traditionnelle de la santé. Plusieurs méthodes sont employées par des acteurs (tradithérapeutes, tradipraticiens, herboristes...) de ce type de médecine pour des patients ou par la population elle-même étant renseignée sur la composition ou l'utilisation de telle ou telle recette. Ces formes de pratiques concernent : 

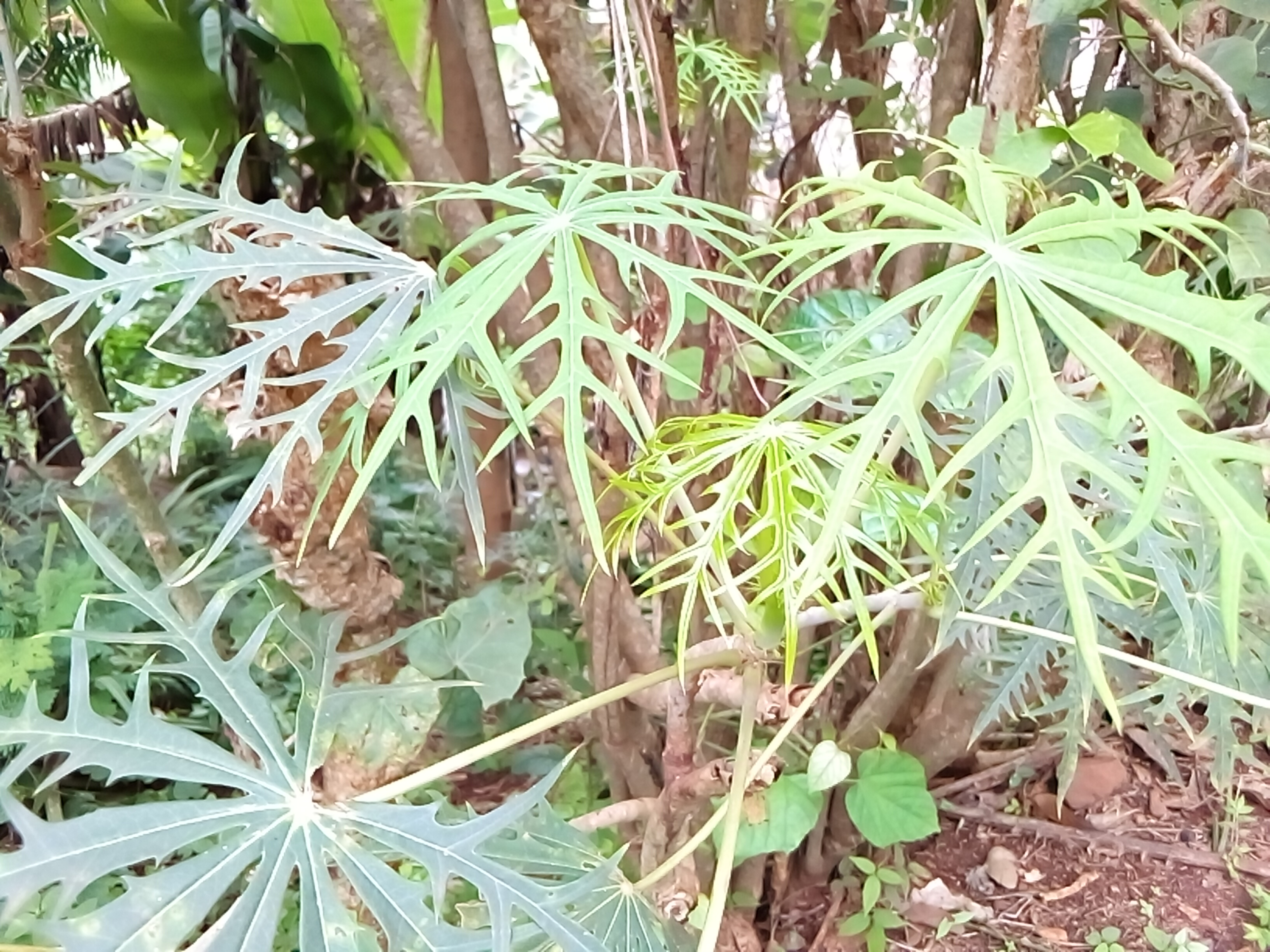
Une plante médicinale

- Une plante médicinaleles plantes médicinales: Les tradipraticiens et la population utilisent une diversité de plantes pour traiter divers maux et maladies. Selon une étude ethnobotanique menée dans la région maritime, 106 plantes médicinales sont utilisées pour traiter 63 pathologies différentes dont le paludisme et les troubles gynécologiques comme les plus fréquents[3]. Les feuilles sont les parties les plus utilisées des plantes et les méthodes de préparation les plus courantes sont l’infusion et la décoction.

- les rituels: Certains traitements peuvent inclure des rituels spécifiques, souvent liés aux considérations culturelles et ou croyances spirituelles[4];
- les massages: sont utilisés pour soulager la douleur et améliorer la circulation;
- les régimes alimentaires spécifiques: La diététique est parfois considérée comme un élément clé pour maintenir ou rétablir la santé en cas de l'uitlisation de certaines recettes.
- les chants et danses thérapeutiques: sont parfois intégrés dans le processus de guérison en raison de leur impact sur le bien-être mental et émotionnel[5].
- la divination et guérison spirituelle[4]: La sptiritualité  et la divination, allant à la consultation en amont, sont parfois mises à contribution. Ainsi, certains tradipraticiens cherchent à comprendre et traiter les causes sous-jacentes ou implicites de certaines maladies incurables ou complexes.

## Causes
Plusieurs raisons expliquent le recours de la population à la médecine traditionnelle au Togo. Il s'agit entre autres de:
- la satisfaction:  Plusieurs usagers accordent d'intérêts à la médecine traditionnelle pour des motifs de satisfaction[2]. Une étude du ministère chargé de la santé a montré que certains organes des plantes utilisées dans la médecine traditionnelle togolaise ont les mêmes propriétés que les médicaments utilisés en médecine moderne[2]. Leurs vertus sont vérifiées sur des infections sexuellement transmissibles (IST) comme la leucorrhée, les troubles ovariens, les maladies vénériennes...
- l'héritage culturel[5];
- contraintes financières.

## Réglementation
Depuis 1991, le Togo s'est investi dans la formalisation et la struturation de la médicine traditionnelle à travers la création du ''Service National de la Médecine Traditionnelle'' au Ministère de la Santé à la même année. Ainsi, les autorités togolaises ont inséré dans le code de la santé des dispositions pour encadrer le secteur. En 2012, le Centre de Recherche en Médecine Traditionnelle Appliquée (CEMETRA)est inauguré à Tchamba pour symboliser la collaboration entre la médecine traditionnelle et la médecine moderne.
De même, lors de la 12ème édition de la Journée Africaine de la Médecine Traditionnelle tenue au Togo le 13 septembre 2014, l'OMS a recommandé une collaboration efficace  entre les praticiens de médecine traditionnelle et les chercheurs et l'administration pour une valorisation de la médecine traditionnelle au Togo.
Pour Apélété Kokou, le président de la Fédération nationale des praticiens de la médecine traditionnelle du Togo, quand «la médecine traditionnelle bloque sur le processus de guérison, les patients ne doivent pas hésiter à aller dans les hôpitaux».